# Parafia św. Apostołów Piotra i Pawła w Zakrzewie Kościelnym
Parafia pw. Świętych Apostołów Piotra i Pawła w Zakrzewie Kościelnym – parafia rzymskokatolicka, należąca do dekanatu bodzanowskiego, diecezji płockiej, metropolii warszawskiej. Siedziba parafii mieści się w Kępie Polskiej. 

## Miejsca święte

### Kościół parafialny
Kościół pw. Świętych Apostołów Piotra i Pawła w Zakrzewie Kościelnym - z 1620 r.

### Kościoły filialne i kaplice
Kościół pw. św. Klemensa w Kępie Polskiej - z lat 1785-1786. Konsekrowany w 1786 r.

### Dawniej posiadane lub użytkowane przez parafię świątynie
- Świątynia wzmiankowana w XIV w., zniszczona w 1619 r. na skutek wylewu Wisły[2].

## Obszar parafii

### Miejscowości i ulice
W granicach parafii znajdują się miejscowości:
- Chylin,
- Kępa Polska,
- Podgórze-Parcele,
- Podgórze Wieś,
- Rakowo,
- Starzyno,
- Zakrzewo Kościelne.